# Uno in più (singolo 883)
Uno in più è un singolo degli 883, pubblicato come il quarto estratto dall'omonimo album Uno in più del 2001. Il brano è stato inserito anche nell'album TuttoMax.

## Il videoclip
Il video vede la partecipazione dei Flaminio Maphia. È stata fatta per il compleanno di Max Pezzali, la cui ambientazione "divanesca" verrà ripresa 12 anni più tardi per il videoclip di Ragazzo inadeguato, e mostra il cantante che guarda sul divano il video di tutti i suoi compleanni tra il 1967 e il 1998 indossando le cuffie e non si accorge minimamente della "sua" festa di compleanno che si svolge alle sue spalle dove tutti ridono, ballano e scherzano non curandosi della sua assenza. Solo alla fine della festa Max si alza dal divano non immaginando neanche che ci sia stata.

## Formazione
- Max Pezzali - voce
- Matteo Bassi - basso
- Claudio Borrelli - percussioni
- Fabrizio Frigeni - chitarra
- Marco Guarnerio - chitarra[senza fonte]
- Michele Monestiroli - sassofono, voce addizionale
- Daniele Moretto - tromba
- Matteo Salvadori - chitarra
- Matteo Cantaluppi - batteria
- Elena Bacciolo - cori
- Roberta Bacciolo - cori
- Roberta Magnetti - cori
- Alberto Tafuri - tastiera, direzione archi
- Orchestra Associazione Italiana Musicisti Milano - archi